# Cieśnina Świętego Bonifacego
Cieśnina Świętego Bonifacego (fr. Bouches de Bonifacio, wł. Bocche di Bonifacio) – cieśnina na Morzu Śródziemnym oddzielająca Korsykę od Sardynii. Nad cieśniną na Korsyce leży miasto Bonifacio.
Cieśnina jest znana wśród żeglarzy ze względu na trudne warunki pogodowe, silne prądy, mielizny i inne przeszkody nawigacyjne.
Najsłynniejszy wypadek w tejże cieśninie miał miejsce 15 lutego 1855 roku, kiedy to francuska fregata Semillante rozbiła się na rafie. Semillante opuściła port w Toulonie z zadaniem dostarczenia nowych oddziałów na wojnę krymską. W katastrofie nikt z 750 osobowej załogi nie ocalał.
Po katastrofie tankowca z 1993 roku, przeprawa  przez cieśninę francuskich i włoskich statków z niebezpiecznym ładunkiem została zakazana. Przeprawa statków pod inną banderą jest silnie odradzana a w jej wypadku podlega obowiązkowemu pilotażowi.
Maksymalna głębokość cieśniny wynosi około 100 metrów.